# 噻唑
噻唑，或1,3-噻唑（1,3-thiazole），是浅黄色可燃液体，气味与嘧啶类似，化学式为C
3H
3NS。它包含一个五元环，其中两个顶点分别是氮原子和硫原子，另外三个是碳原子。
噻唑被用来制备生物杀灭剂，杀真菌剂，药品和染料。

## 噻唑及其盐
噻唑是一类有这含氮五元环的化合物，均包含一个噻唑官能团。噻唑具有芳香性。
噻唑官能团是维生素B1和埃博霉素的一个至关重要的部分。其他比较重要的噻唑化合物包括苯并噻唑，存在于萤火虫的化学荧光素里。
当噻唑中的氮原子被烷基化后，就形成了一个噻唑盐。在施泰特尔反应和安息香缩合中，噻唑盐可以当作催化剂。噻唑染料也被用来染棉花。
与噻唑相近的有噁唑，只是硫原子变为了氧原子。不过噻唑是一个典型的生物分子，而噁唑不是。

## 有机合成
对于噻唑，有很多实验室制备方法。
- Hantzsch噻唑合成：1889年发现，是由卤代烷和硫代酰胺反应。例如，“2,4-二甲基噻唑”就可以由乙酰胺、五硫化二磷和氯代丙酮合成。 [2]

另外一个例子如下图所示：
- 在Robinson-Gabriel合成的一个改编版中，用2-酰氨基酮和五硫化磷反应制备。
- 在Cook-Heilbron合成中，一个α-氨基腈和二硫化碳反应制备。
- 一些特定的噻唑可以通过Herz反应制得。

## 有机反应
噻唑比噁唑拥有一个更大的π电子离域化，所以也更具有芳香性。这个理论被环上氢原子的核磁共振所证明（核磁共振数据介于7.27到8.77之间），体现了一个很强的反磁性环电流。
根据对环上π电子密度的计算，C5是最强的亲电位点，C2是亲核位点。
噻唑的反应性总结如下：
- C2上的去质子化：这个位置上产生的负电荷比较稳定，形成叶立德。格氏试剂和有机锂化合物在这个位点反应，取代氢原子。

2-(三甲基硅基)噻唑 因为在2位上有了一个三甲基硅基官能团，所以比较稳定，能与很多亲电试剂反应，例如醛、酰卤和烯酮。
- 在氮原子上烷基化形成噻唑盐。
- 在C5位置亲电取代需要活化基，例如在此例溴代中需要甲基作为活化基：

- 亲核取代反应通常需要C2位置存在离电体，例如氯：

- 在氮原子处的有机氧化得到氧化胺。可以采用的氧化试剂很多，包括间氯过氧苯甲酸。一个比较新颖的氧化剂是次氟酸，由氟气与水在乙腈中反应制得。有些氧化也在硫原子处发生，得到亚砜[5]:

- 噻唑也是醛基的合成子。 R-噻唑到 R-CHO的反应通常与碘甲烷的N-甲基化同时发生[4]。而后使用硼氢化钠还原并在水中用氯化汞水解。
- 噻唑可以发生环加成反应，但因为本身的芳香稳定性，所以同行需要较高的温度。与炔发生狄尔斯-阿尔德反应伴随着硫的消去，其结果是一个嘧啶。在一项研究中[3]发现，2-(二甲基氨基)噻唑与乙炔基乙二酸二甲酯发生温和的反应生成嘧啶，发生[2+2]环加成经过了一个两性离子中间体，然后发生4电子电环化开环形成1,3-硫地平，最后最后通过一个电环化关环推出硫原子形成7-thia-2-azanorcaradiene。